# Ocotea contrerasii
Ocotea contrerasii är en lagerväxtart som beskrevs av C.L. Lundell. Ocotea contrerasii ingår i släktet Ocotea och familjen lagerväxter. Inga underarter finns listade i Catalogue of Life.